# Formato deidrogenasi (citocromo)
La formato deidrogenasi (citocromo) è un enzima appartenente alla classe delle ossidoreduttasi, che catalizza la seguente reazione:
formato + 2 ferricitocromo b1 ⇄ CO2 + 2 ferrocitocromo b1 + 2 H+